# Nagygörbő
Nagygörbő là một thị trấn thuộc hạt Zala, Hungary. Thị trấn này có diện tích 7,45 km², dân số năm 2010 là 196 người, mật độ 26 người/km².